# Тиберий Семпроний Блез (квестор 217 пр.н.е.)
Тиберий Семпроний Блез (на латински: Tiberius Sempronius Blaesus) e сенатор на Римската република.
Произлиза от плебейската фамилия Семпронии, клон Блез. Син е на Гай Семпроний Блез (консул 253 и 244 пр.н.е.). Брат е на Гай Семпроний Блез (народен трибун 211 пр.н.е.).
През 217 пр.н.е. той е квестор. Участва във Втората пуническа война при Гней Сервилий Гемин. Убит е заедно с почти хиляда войници в поход в Африка.